# Ripple
Indenfor elektronik er ripple (ripple er engelsk og betyder bølgekrusning) - specifikt rippelspænding - den uønskede resterende (typisk periodiske) pulseren, fluktuation eller variation af DC-spændingen af en strømforsynings output-spænding, når strømforsyningens input er en vekselspændingskilde (AC). Denne pulseren skyldes ufuldstændig undertrykkelse af den vekslende bølgeform efter ensretning. Ripple-spændingen stammer fra output fra ensretning af vekselspænding - eller ensretning af kommuteret jævnstrøm.
Ripple (specifikt rippelstrøm eller pulsstrøm) kan også referere til det pulserede strømforbrug af ikke-lineære enheder som kondensator-input ensrettere.
Ripple kan reduceres med et lavpasfilter og elimineres af en lineær spændingsregulator.

## Uønskede ripple-virkninger
Ripple er spildt energi og har mange uønskede virkninger i et jævnstrømskredsløb: Det opvarmer komponenter, forårsager støj og forvrængning og kan få digitale kredsløb til at fungere forkert.

## Filter-ripple
Ud over disse tidsvarierende fænomener er der et frekvensdomæne-rippel også kaldet filter-ripple eller filterrippel, der opstår i nogle klasser af analoge filternetværk og digitale signalbehandlingsfilternetværk. I disse tilfælde er filter-ripple den flukterende variation i indsættelsestabet af filteret som funktion af frekvensen. Variationen er muligvis ikke strengt lineært periodisk. Også i denne betydning er pulseren normalt at betragte som en tilfældig effekt, idet dens eksistens er et kompromis mellem mængden af pulseren og andre designparametre.